# Захарьин-Юрьев, Василий Михайлович
Василий Михайлович Захарьин-Юрьев (ум. 3 апреля 1567) — русский государственный и военный деятель, окольничий (1549), боярин (1549), тверской дворецкий и воевода, второй сын воеводы и боярина Михаила Юрьевича Захарьина-Юрьева (ум. 1538). Двоюродный брат Анастасии Романовны Захарьиной-Юрьевой (ум. 1560), первой жены царя Ивана Васильевича Грозного.

## Служба
В феврале 1547 года Василий Михайлович Захарьин присутствовал на свадьбе царя и великого князя Ивана Васильевича с Анастасией Романовной Захарьиной-Юрьевой: «А изголовья великого князя нес к церкви Василей Михайлович Юрьев».
Летом 1547 года тверской дворецкий Василий Михайлович Захарьин-Юрьев сопровождал царя Ивана Грозного во время его похода на Коломну против крымских татар.
В сентябре того же 1547 года тверской дворецкий В. М. Захарьин-Юрьев присутствовал на свадьбе удельного князя Юрия Васильевича Углицкого (младшего брата Ивана Грозного) с княжной Ульяной Дмитриевной Палецкой: «А у постели были тверской дворецкой Василей Михайлович Юрьев да козначей Федор Иванович Сукин».
Зимой 1547—1548 года тверской дворецкий В. М. Захарьин находился в царской свите во время первого похода Ивана Грозного на Казанское ханство. Василий Захарьин сопровождал царя до Роботки, откуда он был отправлен в качестве сопровождающего казанского хана Шигалея под Казань, не имея никакого командного поста.
В 1549 году Василий Михайлович Захарьин-Юрьев был пожалован в окольничие, а через несколько месяцев получил боярский чин.
Зимой 1549—1550 года боярин Василий Михайлович Захарьин-Юрьев был первым воеводой «у наряда» в новом походе царя Ивана Грозного на Казань.
В сентябре 1550 года боярин Василий Михайлович Юрьев присутствовал на свадьбе удельного князя Владимира Андреевича Старицкого (двоюродного брата Ивана Грозного) с Евдокией Александровной Нагой: «В друшках были княжие друшки бояре князь Петр Михайлович Щенятев да Василей Михайлович Юрьев. А свахи были князь Юрья Михайловича Булгакова княиня Оксинья да Васильева жена Михайловича Юрьева Настасья».
Летом 1551 года боярин В. М. Захарьин-Юрьев — второй воевода передового полка на берегу в Рязани.
В июне 1553 года боярин Василий Михайлович Захарьин-Юрьев находился в царской свите во время похода Ивана Грозного на Коломну против крымских татар.
В. М. Захарьин-Юрьев с 1553 года входил в ближнюю думу царя Ивана Грозного и был одним из инициаторов создания опричнины, где служил его сын Протасий. Пискарёвский летописец под 1565 годом сообщает о начале опричнины следующее: «В том же году попущением Божием за грехи наши возъярися царь и великий князь Иван Васильевич всеа Руси на всё православное християнство по злых людей совету Василия Михайлова Юрьева да Олексея Басманова и иных таких же, учиниша опришнину разделение земли и градом».
В 1557—1558 годах В. М. Захарьин-Юрьев — второй воевода в Казани. В 1559 году во время похода царя Ивана Грозного с русским войском на южную границу боярин Василий Захарьин-Юрьев был оставлен в Москве, в составе боярской комиссии.
Зимой 1562/1563 года во время царского похода на Полоцк боярин Василий Михайлович Захарьин-Юрьев в составе боярской комиссии «ведал Москву».
В апреле 1567 года боярин Василий Михайлович Захарьин-Юрьев скончался.

## Семья
Боярин Василий Михайлович Захарьин был женат на княжне Анастасии Дмитриевне Бельской (ум. 24 мая 1571), дочери знатного воеводы и боярина князя Дмитрия Фёдоровича Бельского и Марии Ивановны Челядниной, от брака с которой имел трёх сыновей:
1. Иван (ум. 1571)
2. Фёдор (ум. 1571)
3. Протасий (ум. 1575).
4. Его дочь была женой известного опричника, боярина князя Михаила Темрюковича Черкасского (ум. 1571), шурина царя Ивана Грозного.